# The Great Crossover Potential
The Great Crossover Potential, lanzado el 14 de junio de 1998 por la discográfica One Little Indian, es un álbum compilatorio de canciones del grupo islandés The Sugarcubes, el cual estaba liderado por Einar Örn y Björk. 
Este compilado está integrado por las canciones pertenecientes a los tres álbumes anteriores del grupo: Life's Too Good (1988), Here Today, Tomorrow, Next Week! (1988) y Stick Around For Joy (1992).

## Lista de canciones
1. "Birthday" (3:57)
2. "Coldsweat"(3:16)
3. "Mama" (2:55)
4. "Motorcrash" (2:21)
5. "Deus" (4:08)
6. "Pump" (4:23)
7. "Planet" (3:21)
8. "Water" (3:01)
9. "Hit" (3:55)
10. "Vitamin" (3:40)
11. "Walkabout" (3:46)
12. "Gold" (3:38)
13. "Chihuahua" (3:29)